# Ребёнок из Моджокерто
Ребёнок из Моджокерто (англ. Mojokerto Child, индон. Anak Mojokerto, в палеонтологической терминологии Mojokerto 1 или Perning 1) — окаменелый свод черепа, по-видимому, принадлежавший ребёнку вида человек прямоходящий в биологическом возрасте, по разным оценкам, от 0,5 до 6 лет. Череп, абсолютный возраст которого разные источники определяют в 0,97—1,81 млн лет, найден в 1936 году близ города Моджокерто (Ява, Индонезия) экспедицией Геологической разведки Нидерландской Индии, идентифицирован Г. фон Кёнигсвальдом как принадлежащий раннему представителю гоминин и считается одной из древнейших окаменелостей человека прямоходящего в Юго-Восточной Азии.

## Открытие, систематика и датировка
Черепной свод, впоследствии получивший название «ребёнок из Моджокерто», был найден в 1936 году в 3,5 км к северу от деревни Пернинг в окрестностях города Моджокерто на Яве. Находку совершил работник геологоразведочной партии Нидерландской Индии Андойо (по другим источникам, Хандойо или Р. Чокрохандойо), в чьи обязанности входил систематический поиск фоссилий млекопитающих. Геолог Йохан Дёйфьес, осматривавший место находки, определил, что она была сделана на глубине около 1 метра в обнажившихся отложениях Пучанганской формации. Палеонтолог Густав фон Кёнигсвальд, сотрудничавший с экспедицией, определил, что череп принадлежал раннему представителю гоминин.
Фон Кёнигсвальд с самого начала полагал, что находка из Пернинга представляет собой окаменелость питекантропа; к этой точке зрения в 1939 году присоединился ещё один немецкий палеоантрополог Франц Вейденрейх. С этим, однако, категорически не согласился первооткрыватель питекантропа Эжен Дюбуа. Будучи редактором ведущего нидерландского научного журнала, он самовольно изменил в публикации о находке предлагаемое название Pithecanthropus modjokertensis на Homo modjokertensis, а затем выступил с заявлением, что H. modjokertensis не представляет отдельного вида, слив его с Homo soloensis. В дальнейшем точка зрения Дюбуа поддержки не получила: послевоенные публикации в основном относят данную фоссилию к остаткам Homo erectus (результат переклассификации более раннего таксона Pithecanthropus erectus). Встречалось также мнение о том, что её следует считать принадлежащей австралопитеку, но убедительных доказательств присутствия австралопитеков в Азии не существует. Такие характеристики пернингского черепа как намечающийся лобный гребень и угловатая затылочная кость с выраженным валиком являются типичными для азиатских представителей вида Человек прямоходящий.
Хотя традиционно череп из Моджокерто считается одной из самых древних человеческих фоссилий островной части Юго-Восточной Азии (как минимум) или в целом за пределами Африки, между специалистами существуют значительные разногласия по поводу его абсолютного возраста. Оценки расходятся в диапазоне от 1,81 млн лет до 1,49 и 0,99—1,07 млн лет (в случае последней оценки это даже не самая старая окаменелость на Яве, поскольку в той же публикации возраст находок в локации Сангиран оценивается в 1,1 млн лет).

## Физические характеристики
Свод низкий, расширенный, имеет умеренно округлую форму. В сравнении с черепами взрослых питекантропов, форма свода более сферичная. Максимальной ширины достигает в нижней части. Объём мозговой полости 673 см³, что соответствует объёму у шестимесячных детей человека современного типа.
Лобная кость скошенная, с выраженным заглазничным сужением и уже намечающимся, несмотря на ранний возраст, надглазничным валиком и надваликовой бороздой. Лобная часть сагиттального гребня проявляется, но не имеет продолжения на теменных костях, в отличие от черепов взрослых питекантропов. Перегиб затылочной кости проявляется слабо, но наличествует затылочный валик. Затылочный рельеф в целом намного массивнее, чем у детей человека современного типа соответствующего возраста. По сравнению с черепами взрослых питекантропов лобная кость более округлая, а затылочная менее угловатая.
Слуховая область по строению близка к аналогичной области у современного человека, это же касается большой глубины сочленовной ямки. В то же время между сосцевидной и барабанной частями височной кости сохранилась щель, типичная для азиатского человека прямоходящего, но отсутствующая у Homo sapiens.
Первоначально биологический возраст ребёнка из Моджокерто был определён фон Кёнигсвальдом в 2—5 лет. В дальнейшем эта оценка пересматривалась как в сторону увеличения (до 4—6 лет), так и в сторону уменьшения, в том числе в работах начала XXI века — до 0,5—1,5 лет. Исходя из последней оценки и известных объёмов черепа для взрослых особей питекантропа, объём мозга этой ветви человечества к 0,5—1,5 годам достигал примерно 70 % от взрослого, что больше, чем у человека разумного (62 %), но меньше, чем у шимпанзе (80 %); таким образом, представляя промежуточную стадию развития между человекообразными обезьянами и H. sapiens, человек прямоходящий и развивался промежуточными темпами.